# Племя пещерного медведя (фильм)
«Племя пещерного медведя» (англ. «The Clan of the Cave Bear») — экранизация одноимённого научно-популярного романа Джин М. Ауэл о жизни маленькой кроманьонки, воспитанной неандертальцами.
Относится к жанру стоунпанк.

## Сюжет
Гибнет племя первобытных людей, кроманьонцев, и в живых остаётся лишь одна маленькая девочка, которая попадает в неандертальское племя. Из-за её светловолосости многие посчитали её приносящей несчастья. Позже у Эйлы и неандертальцев возникают и другие конфликты.

## В ролях
- Дэрил Ханна — Эйла
- Памела Рид — Иза
- Джеймс Ремар — Крэб
- Джои Креймер — юный Брауд
- Николь Эггерт — юная Эйла
- Пол Карафотис — Браг
- Медведь Барт — медведь

## Интересные факты
В 1987 году фильм был номинирован на кинопремию «Оскар» в категории «Лучший грим».